# Я̆
Я̆, я̆는 키릴 문자의 하나이다. 한티어의 카짐 방언에 사용된다.